# Jönköpings länsteater
Jönköpings länsteater bildades 1978 med Bernt Lindquist som chef. Den ingår nu i Smålands Musik och Teater med huvudman av Landstinget i Jönköpings län.
I Jönköpings gamla tändsticksfabrik har teatern sin fasta scen. Som regional teater spelar man gärna pjäser av lokala författare samt pjäser med ämnen som anknyter till länets historia. 
Smålands Musik och Teater bildades 1999 genom sammanslagning av länsteatern och länsmusiken i Jönköping. Den bakomliggande tanken var att utveckla blandformer av teater och musik.